# Elisabeth van Görlitz
Elisabeth van Görlitz (Hořovice in Bohemen, november 1390 - Trier, 3 augustus 1451), een kleindochter van Karel IV, keizer van het Heilige Roomse Rijk der Duitse Natie, was hertogin van Luxemburg van 1411 tot 1443, doordat zij Luxemburg 'in pand' kreeg van de erfelijke hertog, de 1400 afgezette Rooms-koning Wenceslaus, na de dood van de door Wenceslaus in 1388 aangestelde neef en hertog ‘bij verpanding’ Jobst van Moravië. Toch regeerde zij niet de hele tijd, aangezien ze tweemaal getrouwd is geweest en haar echtgenoten als regerende hertogen liet optreden.
Elisabeth, die ook de titel 'Hertogin van Görlitz' droeg als dochter van hertog Johan van Görlitz, bracht haar jeugd in Praag door, onder voogdijschap van haar oom, Rooms-koning Wenceslaus (tevens koning van Bohemen als Wenceslaus IV).
Haar eerste echtgenoot, Anton van Bourgondië, was tevens hertog van Brabant en Limburg. Hij was de tweede zoon van Filips de Stoute en Margaretha van Male. Voordat hij Elisabeth in 1409 huwde, was hij getrouwd geweest met Johanna van Saint-Pol, maar die was in 1407 overleden.
Na de dood van haar eerste man, in 1415, hertrouwde Elisabeth in 1418 met Jan van Beieren, tevens de prins-bisschop van Luik. Deze zoon van graaf Albrecht van Holland maakte tegenover gravin Jacoba van Beieren van Holland aanspraak op Holland, maar overleed in 1425 kinderloos.
Na het overlijden van Jan had ze moeite haar gezag te handhaven en stelde daarom hertog Filips de Goede van Bourgondië in 1441 aan als ruwaard. In 1443 deed zij afstand van Luxemburg, in ruil voor een lijfrente. Luxemburg werd toen ingelijfd bij de Bourgondische erflanden en Filips de Goede volgde haar op als hertog 'bij verpanding'.

## Voorouders
| Voorouders van Elisabeth van Görlitz | Voorouders van Elisabeth van Görlitz                                     | Voorouders van Elisabeth van Görlitz                                     | Voorouders van Elisabeth van Görlitz                                     | Voorouders van Elisabeth van Görlitz                                     | Voorouders van Elisabeth van Görlitz                                     | Voorouders van Elisabeth van Görlitz                                     | Voorouders van Elisabeth van Görlitz                                                 | Voorouders van Elisabeth van Görlitz                                                 |
| ------------------------------------ | ------------------------------------------------------------------------ | ------------------------------------------------------------------------ | ------------------------------------------------------------------------ | ------------------------------------------------------------------------ | ------------------------------------------------------------------------ | ------------------------------------------------------------------------ | ------------------------------------------------------------------------------------ | ------------------------------------------------------------------------------------ |
| Overgrootouders                      | Jan de Blinde (1296-1346) ∞ 1310 Elisabeth I van Bohemen (1292-1330)     | Jan de Blinde (1296-1346) ∞ 1310 Elisabeth I van Bohemen (1292-1330)     | Bogislaw V van Pommeren (-) ∞ Elisabeth van Silezië (-)                  | Bogislaw V van Pommeren (-) ∞ Elisabeth van Silezië (-)                  | Bernard II van Schweidnitz (1288-1326) ∞ Cunegonde (-1331)               | Bernard II van Schweidnitz (1288-1326) ∞ Cunegonde (-1331)               | Karel I Robert van Hongarije (1288-1342) ∞ 1306 Maria van Silezië-Bytom (1283-1317)) | Karel I Robert van Hongarije (1288-1342) ∞ 1306 Maria van Silezië-Bytom (1283-1317)) |
| Grootouders                          | Keizer Karel IV (1316-1378) ∞ Elisabeth van Pommeren (1347-1393)         | Keizer Karel IV (1316-1378) ∞ Elisabeth van Pommeren (1347-1393)         | Keizer Karel IV (1316-1378) ∞ Elisabeth van Pommeren (1347-1393)         | Keizer Karel IV (1316-1378) ∞ Elisabeth van Pommeren (1347-1393)         | Albrecht van Mecklenburg (1338-1412) ∞ Richardis van Schwerin (-1377)    | Albrecht van Mecklenburg (1338-1412) ∞ Richardis van Schwerin (-1377)    | Albrecht van Mecklenburg (1338-1412) ∞ Richardis van Schwerin (-1377)                | Albrecht van Mecklenburg (1338-1412) ∞ Richardis van Schwerin (-1377)                |
| Ouders                               | Jan van Görlitz (1370-1396) ∞ 1388 Richardis van Mecklenburg (1339-1362) | Jan van Görlitz (1370-1396) ∞ 1388 Richardis van Mecklenburg (1339-1362) | Jan van Görlitz (1370-1396) ∞ 1388 Richardis van Mecklenburg (1339-1362) | Jan van Görlitz (1370-1396) ∞ 1388 Richardis van Mecklenburg (1339-1362) | Jan van Görlitz (1370-1396) ∞ 1388 Richardis van Mecklenburg (1339-1362) | Jan van Görlitz (1370-1396) ∞ 1388 Richardis van Mecklenburg (1339-1362) | Jan van Görlitz (1370-1396) ∞ 1388 Richardis van Mecklenburg (1339-1362)             | Jan van Görlitz (1370-1396) ∞ 1388 Richardis van Mecklenburg (1339-1362)             |
| Elisabeth van Görlitz (1390-1451)    |                                                                          |                                                                          |                                                                          |                                                                          |                                                                          |                                                                          |                                                                                      |                                                                                      |